# Breux-sur-Avre
Breux-sur-Avre é uma comuna francesa na região administrativa da Normandia, no departamento de Eure. Estende-se por uma área de 7,03 km². Em 2010 a comuna tinha 349 habitantes (densidade: 49,6 hab./km²).